# سیارک ۹۰۴۴۶
سیارک ۹۰۴۴۶ (به انگلیسی: 90446 Truesdell، نامگذاری:2004BL107) نود هزار و چهارصد و چهل و ششمین سیارک کشف شده‌است که در ۲۸ ژانویه ۲۰۰۴ کشف شد.